# Damien Paccellieri
 (février 2023).
La mise en forme du texte ne suit pas les recommandations de Wikipédia : il faut le « wikifier ».
Les points d'amélioration suivants sont les cas les plus fréquents. Le détail des points à revoir est peut-être précisé sur la page de discussion.
- Les titres sont pré-formatés par le logiciel. Ils ne sont ni en capitales, ni en gras.
- Le texte ne doit pas être écrit en capitales (les noms de famille non plus), ni en gras, ni en italique, ni en « petit »…
- Le gras n'est utilisé que pour surligner le titre de l'article dans l'introduction, une seule fois.
- L'italique est rarement utilisé : mots en langue étrangère, titres d'œuvres, noms de bateaux, etc.
- Les citations ne sont pas en italique mais en corps de texte normal. Elles sont entourées par des guillemets français : « et ».
- Les listes à puces sont à éviter, des paragraphes rédigés étant largement préférés. Les tableaux sont à réserver à la présentation de données structurées (résultats, etc.).
- Les appels de note de bas de page (petits chiffres en exposant, introduits par l'outil «  Source ») sont à placer entre la fin de phrase et le point final[comme ça].
- Les liens internes (vers d'autres articles de Wikipédia) sont à choisir avec parcimonie. Créez des liens vers des articles approfondissant le sujet. Les termes génériques sans rapport avec le sujet sont à éviter, ainsi que les répétitions de liens vers un même terme.
- Les liens externes sont à placer uniquement dans une section « Liens externes », à la fin de l'article. Ces liens sont à choisir avec parcimonie suivant les règles définies. Si un lien sert de source à l'article, son insertion dans le texte est à faire par les notes de bas de page.
- La présentation des références doit suivre les conventions bibliographiques. Il est recommandé d'utiliser les modèles {{Ouvrage}}, {{Chapitre}}, {{Article}}, {{Lien web}} et/ou {{Bibliographie}}. Le mode d'édition visuel peut mettre en forme automatiquement les références.
- Insérer une infobox (cadre d'informations à droite) n'est pas obligatoire pour parachever la mise en page.

Pour une aide détaillée, merci de consulter Aide:Wikification.
Si vous pensez que ces points ont été résolus, vous pouvez retirer ce bandeau et améliorer la mise en forme d'un autre article.
 (février 2023).
Damien Paccellieri (白麒麟), né le 25 janvier 1982 à Altkirch, est un écrivain, critique de cinéma et spécialiste de la culture chinoise français, directeur de la maison d'édition Les Éditions des écrans.

## Formation
Après des études supérieures à l'université de Haute-Alsace (UHA), Damien Paccellieri est diplômé de l'Institut d'études politiques de Strasbourg en ingénierie de l'économie sociale et solidaire en 2007.

## Carrière
En juillet 2007, il créa une entreprise B to B d'événementiels et de ventes de produits originaux issus de nouveaux talents chinois puis céda l'ensemble de ses activités à une société italienne en 2009. Damien Paccellieri est alors journaliste auprès de titres de Lagardère Active et correspondant français de titres de presse chinois (dont City Pictorial 城市画报 – quinzomadaire édité à 400 000 ex., ...).
Il fonde en septembre 2010, la maison d'édition Les Éditions des écrans. 
En parallèle, il est également maquettiste pour d'autres maisons d'éditions et développe des applications de lecture immersive.
Il publie son premier livre en qualité de directeur d'ouvrage et coauteur principal en 2011, Les actrices chinoises, qui propose de découvrir le cinéma chinois à travers ses rôles féminins ainsi que ses femmes, depuis le Shanghai des années 1930 à la jeunesse des années 2000. Wong Kar-wai et Jia Zhangke ont parrainé cet ouvrage, le premier par la publication de photographies inédites de ses tournages (photographies prises par Wing Shya), le deuxième par des rencontres régulières afin d'évoquer son cinéma à travers l'actrice Zhao Tao. 
L'année suivante, Damien Paccellieri continue l'exploration du cinéma asiatique avec Le cinéma japonais contemporain, livre dont il est également directeur d'ouvrage et coauteur principal. Appuyé par le soutien du Festival Kinotayo et du réalisateur Shinji Aoyama, il s'agit ici d'une incursion dans les vingt dernières années du septième art japonais à travers différentes thématiques comme le cinéma japonais et son rapport à la nature, la place et le rôle des femmes dans ce cinéma, les comédies japonaises et les films d'horreurs...
Toujours en 2012, il écrit avec Li Xin, Les délices du pouvoir chinois, afin d'évoquer de façon romancée le destin d'illustres personnages chinois qui ont su prendre le pouvoir, l’exercer et parfois aussi le perdre, souvent dans des conditions exceptionnelles et ce, des premières dynasties chinoises à la période des Trois Royaumes. 
En 2013, il signe le scénario d'une bande dessinée pour enfants, La Cuisine de Filou - tome 2, dessins réalisés par Magali Pham, qui présente les aventures d'un jeune panda roux adorant la cuisine. Le livre propose également une recette à faire à chaque tome.
Durant quelques années, Damien Paccellieri se consacre exclusivement à son travail au sein de la maison d'édition toutefois agrémenté d'activités liées à l'industrie cinématographique.
Il revient à l'écriture en 2018, avec Cinéma - La FRENCH TOUCH, en tant que coauteur avec Anne Bourgeois (photographie de Laurent Koffel) et coéditeur avec le CNC. Cet ouvrage met en lumière cinquante portraits d'institutions, de talents, d'entreprises et d'événements de l'industrie cinématographique française qui réussissent à l'international ou qui permettent aux talents étrangers de venir travailler en France. En français et anglais, sorti en mai 2018, à l'occasion du Festival de Cannes, ce livre a été salué par le Ministre de la Culture et par le Président de la République française.
Continuant de diriger la maison d'édition et de design depuis 2010 et s'appuyant à la fois sur l'activité d'édition comme de création web et design, il publie, toujours avec la coautaure Anne Bourgeois, en octobre 2022, le livre LUXE - Métiers & Savoir-Faire (photographie de portraits par Laurent Koffel), telle la coulisse du luxe, de son intelligence de la main et de l'esprit, par l'entremise d'une trentaine de portraits de personnalités et de leurs métiers.

## Activités
De nombreuses années durant la décennie 2000, il a été rédacteur sur des sites de cinéma asiatique dont principalement Cineasie.com (aujourd'hui disparu), a créé également le site chinacinema.fr (aujourd'hui disparu) sur le cinéma chinois, taïwanais, hongkongais et singapourien, proposant de nombreuses critiques de films, des entretiens avec des cinéastes comme Xie Fei, Wang Xiaoshuai, Hou Hsiao-hsien, des dossiers et des reportages. 
Par ailleurs, dans ces mêmes années, il anime également un blog sur la musique chinoise (aujourd'hui disparu) (rock, métal, punk, musique électronique...) pour évoquer certains albums majeurs d'artistes rock de fin des années 80 (comme Cui Jian, Dou Wei, Tang Dynasty...) à nos jours, (Xie Tian Xiao, Second Hand Rose, Queen Sea Big Shark...), l'évolution de la pop/folk musique des années 2000 (Sun Yanzi, Tanya Chua, Zhang Xuan, Chen Cheer...), du rap et de la musique électronique (qui ont éclos de façon plus évidente dans les années 2010) ou bien encore de la musique indie. En sus, deux chaînes YouTube appuient cela Sinoprod' et  ChineseTunes afin de présenter certains artistes[Lesquels ?].
Il a été membre du jury NETPAC au FICA de Vesoul en 2008 et a participé à l'organisation du Panorama du cinéma chinois à Paris la même année.[réf. nécessaire]
Considéré comme un spécialiste du cinéma chinois[réf. nécessaire] et de la Chine en général, Damien Paccellieri y voyage depuis le début des années 2000.
Il a participé dans le cadre de nombreux ciné-club (dont celui du lycée Jean-de-La-Fontaine, Paris XVIe) à partager avec le public sa passion autour de courts-métrages, longs métrages et documentaires chinois ou asiatiques, ou plus sporadiquement à des présentations de séances à la demande de festivals, salles de cinéma ou institution (tel que le Musée Guimet).[réf. nécessaire]
Dans les années 2010, Damien Paccellieri est également présent dans certains bonus de DVD de films dans le cadre d'entretiens ou d'avis sur lesdits films, tels le coffret édité par HK Vidéo "3 Films de Stanley Kwan : Love Unto Waste + Center Stage + Rouge" ou bien encore "Épouses et Concubines" de Zhang Yimou.
Le 22 janvier 2011, il présente certaines relations entre le cinéma chinois et singapourien dans le cadre de l'exposition Baba Bling au Musée du Quai Branly - Jacques-Chirac, au salon de lecture Jacques Kerchache au cours du programme Les cinémas de Singapour, de Hong Kong et de Chine - Connexions culturelles, artistiques et économiques, de 1920 à nos jours.
Au début 2013, dans le cadre de l'événément et programme De Pékin à Taipei, 1000 visages de la Chine au Forum des Images à Paris, il participe, avec d'autres spécialistes, à l'élaboration du programme, la venue de personnalités telles Zhang Yang, Peng Xiaolian Wu Tianming ou Wang Xiaoshuai. Même lieu, en fin d'année, il contribue à la venue de Jia Zhangke, lors de la cinquième édition du programme Un état du monde... et du cinéma.
En 2014, pour la sixième édition du programme Un état du monde... et du cinéma, toujours au Forum des Images, dont le thème est Japon : un cinéma post-Fukushima, sujet abordé dans l'ouvrage de 2012 qu'il a dirigé, il anime une table ronde en présence notamment de Terutarô Osanaï (directeur artistique de Gateway for Directors Japan), Katsuya Tomita (réalisateur) et Kôji Fukada (réalisateur).
Depuis 2015, il participe régulièrement à L'Industrie du rêve dans le cadre du groupement d'événements professionnels de l'industrie cinématographie dénommé Paris Images où il anime les échanges entre professionnels de l'industrie cinématographique internationale et française, avec plus particulièrement des éditions dédiées à la Chine, à la Corée du Sud, à l'Inde, aux techniciens français et à la place cinéma français dans le monde. Ceci a également donné des captations d'entretiens avec par exemple Isabelle Huppert ou bien encore Jean-Marc Rochette .

## Livres
- LUXE - Métiers & Savoir-faire, Paris, LES ÉDITIONS DES ÉCRANS, octobre 2022, 376p. (coauteur)
- Cinéma - LA FRENCH TOUCH, Paris, co-édition CNC / LES ÉDITIONS DES ÉCRANS, mai 2018, 300 p.   (ISBN 978-2-7572-1370-4) (coauteur) [2]
- La cuisine de Filou - Tome 2, Paris, LES ÉDITIONS DES ÉCRANS, collection « Pour les kid's », février 2013, 18 p.   (ISBN 978-2-9195-6220-6) (scénario) [3]
- Les délices du pouvoir chinois, Paris,LES ÉDITIONS DES ÉCRANS, collection « Sinogramme », juin 2012, 144 p.  (ISBN 978-2-9195-6202-2) (coauteur) [4]
- Le cinéma japonais contemporain, Paris, LES ÉDITIONS DES ÉCRANS, collection « Écrans d'Asie »  janvier 2012, 148 p.  (ISBN 978-2-9195-6201-5) (coauteur principal, directeur d'ouvrage) [5],[6],[7]
- Les actrices chinoises, Paris, LES ÉDITIONS DES ÉCRANS, collection « Écrans d'Asie », janvier 2011, 148 p.  (ISBN 978-2-9195-6200-8) (coauteur principal, directeur d'ouvrage) [8],[9]